# Yann Choucq
Yann Choucq (né en 1946 à Nantes) est un avocat français, spécialiste des droits des minorités nationales en Europe, et un militant politique du mouvement breton et du droit des peuples.

## Biographie
Yann Choucq crée en 1968 le groupe politique breton de gauche Sav Breizh (Debout Bretagne) avec Erwan Vallerie et Yannick Jezequel. Jeune étudiant en droit, il est l'initiateur, avec Xavier Grall et Gwenc’hlan Le Scouëzec, au début des années 1970, de Skoazell Vreizh, le « Secours Breton », un comité de soutien aux familles des détenus politiques bretons. Il est avocat depuis 1971 et au barreau de Nantes depuis 1976. Il est également l'animateur du comité nantais du Collectif breton pour la démocratie et les droits de l'homme. Il est régulièrement le défenseur des militants bretons devant les tribunaux : procès du FLB, affaire de Plévin, etc., des manifestants de Plogoff, de militants basques.
Le 6 mars 1980, défendant devant le tribunal correctionnel de Quimper, quelques jeunes gens, la plupart étudiants, accusés d’avoir participé à une manifestation violente de protestation contre une installation nucléaire, Yann Choucq s'aperçoit que l'un des manifestants, qui avait pourtant été arrêté avec ses camarades, ne se trouve pas parmi les prévenus. Or, celui-ci est frère d'un magistrat à Nantes. Il en fait la remarque au tribunal : « Je ne veux pas croire que le lien de parenté du jeune M. Le Bras avec un représentant du parquet ait eu une influence quelconque sur le fait qu’il ait été relâché. » Cette simple phrase va déclencher une vive polémique.
Le ministère public s'insurge et crie à l’outrage à magistrat. Il prend des réquisitions en ce sens contre Me Choucq. Le tribunal prend acte de ces réquisitions, mais les modifie, estimant qu’il y a délit d’audience au sens de l’article 25 de la loi du 31 décembre 1971, et condamne Me Choucq pour « ce manquement aux obligations que lui impose son serment » à une suspension de dix jours, applicable immédiatement. L'avocat, contraint d’abandonner la barre, est aussitôt chassé du prétoire. 
Cette affaire va soulever une émotion considérable parmi les avocats, qui voient dans cette application de l'article 25 une atteinte intolérable aux droits de la défense. La mobilisation de la profession est telle que le gouvernement de l'époque décide, dans l'urgence, de modifier l'article 25. Il le fait dans l'article 66-2 de la fameuse loi dite sécurité et liberté, votée le 23 décembre 1980, mais d'une telle manière que ces dispositions seront censurées par le Conseil constitutionnel, qui, pour la première fois, proclame que les droits de la défense font partie de ce bloc des libertés fondamentales protégées par la Constitution !
En 1994, il assiste un magistrat, poursuivi devant la Commission de discipline du parquet du Conseil supérieur de la magistrature, pour « manque au sens de ses responsabilités et aux devoirs de son état de magistrat du parquet », mais il ne parvient pas à éviter à ce magistrat la sanction disciplinaire (déplacement d'office) que le Conseil prononce dans son avis, considérant que les faits reprochés au magistrat caractérisent « une grave carence et une insuffisance professionnelle persistantes. » 
Le 2 mars 2004, lors d'un procès de militants bretons devant une Cour d'assises spéciale à Paris, Yann Choucq met en cause la légitimité de cette instance : « Vous n'êtes pas compétent pour nous juger » déclare-t-il aux juges de cette juridiction d'exception, qu'il compare à la Cour de sûreté de l'État, aujourd'hui disparue, ajoutant que cette cour « n'est pas compatible avec une justice démocratique. » 
En 2007, Yann Choucq se mobilise contre le projet de refonte de la carte judiciaire préparé par le ministère de la Justice. Avec un certain nombre de juristes, réunis au sein d'un collectif intitulé Les Juristes de Bretagne, dont il est avec Yvon Ollivier (br) le porte parole, il lance le 5 juillet une pétition réclamant le respect des traditions judiciaires bretonnes : « Depuis mille ans, c’est à Rennes que les affaires judiciaires de Bretagne sont évoquées en appel, par la Cour ducale, par le Parlement ensuite et désormais par notre cour d'appel. Aujourd’hui, le ressort judiciaire reste celui de la Bretagne. »
Yann Choucq, représentant le Comité breton des Droits de l'Homme, a fait partie d'une délégation bretonne de sept personnes reçue — parmi les représentants d'autres minorités françaises — au siège de l'Unesco à Paris, le 20 septembre 2007, par une experte indépendante sur les questions des minorités, travaillant pour le Haut-Commissariat des Nations unies aux droits de l'homme. Les délégués bretons ont fait part à l'experte de sujets qui préoccupent la Bretagne, lui remettant un volumineux dossier, et ont annoncé l'imminence d'une « action en manquement » à l'encontre de la République française auprès de la Commission européenne.
En 2011, il reçoit de l'Institut culturel de Bretagne le collier de l'Ordre de l'Hermine pour ses actions en faveur du rayonnement de la Bretagne et de défense de militants bretons.
Parallèlement à sa carrière d'avocat, il est chargé de travaux dirigés en droit pénal à la Faculté de droit et des sciences politiques de Nantes, durant de nombreuses années. Très pragmatique dans son enseignement, il a coutume de responsabiliser les étudiants en leur demandant d'exposer et de justifier leur avis sur la situation juridique analysée, plutôt que de réciter spontanément la jurisprudence applicable.